# Pretty Little Liars
Pretty Little Liars je serija 12 knjig avtorice Sare Shepard. Prvi del serije je nastal leta 2007, ob koncu leta 2011 pa je izšel deseti del z naslovom Ruthless. Serija je postala v svetu prepoznavnejša v letu 2010, ko je bila po njej posneta istoimenska TV serija.

## Pretty Little Liars #1
Alison DiLaurentis je bila popularna najstnica, ki se je družila le z redkimi izbrankami. Njeno skupino so sestavljale še Aria Montgomery, Hanna Marin, Spencer Hastings in Emily Fields. Alison je bila vodja skupine, hkrati pa tudi vezni člen med ostalimi članicami. Aria, Hanna, Spencer in Emily so v njej videle dobro prijateljico, zato so ji zaupale številne skrivnosti.
V času poletnih počitnic so Aria, Hanna, Spencer in Emily preživljale večino časa v družbi Alison. Nekega večera, ko so že vse članice skupine spale, pa Alison skrivnostno izgine. Nihče ne ve, kaj se je zgodilo, celo policija ne uspe odkriti in pojasniti njenega skrivnostnega izginotja.
Po skrivnostnem izginotju družina DiLaurentis zapusti Rosewood, skupina deklet razpade. Aria je zapusti Rosewood in nekaj časa preživi na Finskem, Hanna, Spencer in Emily pa ostanejo v Rosewoodu, a se ne družijo več. Hanna si čas krajša s prijateljico Mono Vanderwaal, Emily večino časa nameni plavanju, Spencer pa pridno študira in se trudi doseči boljše rezultate kot njena večna tekmica, sestra Melissa.
Ko se Aria vrne s Finske v Rosewood, nekega večera v bližnjem lokalu sreča zapeljivega, a skrivnostnega človeka, Ezro Fitza. Zapleteta se v pogovor, njuni skupni interesi pa ju pripeljejo do strastnega poljuba. Nekaj dni kasneje se izkaže, da je moški iz lokala pravzaprav Arijin novi AP učitelj v srednji šoli. Situacija je za oba precej nerodna, vendar jo na začetku poizkušata rešiti na profesionalen način.
Hanna se v tem času spopada z odvečnimi kilogrami. Da bi ponovno postala lepa in zapeljiva, se loti svoje »diete«. Po vsakem obroku gre na stranišče, kjer izbruha vso hrano. Verjame, da ima stvar pod nadzorom, verjame pa tudi, da je za lepoto vredno potrpeti. Večino časa preživi s prijateljico Mono, s katero načrtujeta tudi številne podvige. Njun hobi so namreč kraje dragega nakita, torbic, oblačil, sončnih očal, itd. v trgovinah. Vse pa se ustavi, ko Hanno ujamejo pri kraji. Problem reši njena mati, ki pa je za ceno slave družine pripravljena spati s policajem.
Spencer se v tem času zaplete v nekoliko nenavadno razmerje, in sicer zaplete se z Melissinim fantom Wrenom. Ko to odkrije Melissa, se razide z Wrenom, sestri pa njeno početje zameri. Prav tako tudi starši ne odobravajo Spencerinega početja in jo celo pošljejo k terapevtu. Spencer se kljub temu še vedno skrivoma dobiva z Wrenom.
Emilyjino življenje pa se spremeni, ko se v hišo, kjer je nekoč živela družina DiLaurentis, preseli Maya St. Germain. Maya najprej postane Emilyjina dobra prijateljica, a Emily kmalu ugotovi, da do Maye čuti mnogo več. Ker so njuna čustva obojestranska, se zapleteta v razmerje, ki pa ga skrbno skrivata pred javnostjo.
Dekleta ponovno združi skrivnostna oseba A, ki pošilja SMS sporočila in e-pošto, kjer razkriva najtemnejše skrivnosti deklet. Dekleta so sprva prepričana, da sporočila pošilja Alison, vendar pa kmalu odkrijejo, da to ni tako. Rosewood namreč pretrese odkritje trupla na DiLaurentisovem vrtu. Preiskava pokaže, da gre za truplo Alison DiLaurentis.
Na pogrebu Aria, Spencer, Hanna in Emily ugotovijo, da sporočila osebe A prejemajo vse. Spraševati se začnejo, kdo bi lahko pošiljal ta sporočila, saj razen Alison, njihovih skrivnosti ni vedel nihče. Na pogrebu se njihove oči zazrejo v Tobyja in Jenno Cavanaugh. Cavanaughova vzbudita neprijeten spomin, saj so bile Alison, Aria, Spencer, Hanna in Emily soudeležene v neljubem dogodku, ki pa je Jenno stal vida. Odgovornost za neljubi dogodek je sicer prevzel Toby, vendar pa dekleta še vedno peče vest, saj se zavedajo, da so pravzaprav one tiste, ki so povzročile nesrečo.
Prvi del se zaključi z novim sporočilom, v katerem A zapiše: "Še vedno sem tukaj in vse vem." - A.

## Flawless #2 and Perfect #3
V drugem in tretjem delu serije Pretty Little liars si Aria prizadeva odkriti dekle, s katerim se oče skrivaj dobiva. Spozna Meredith in se odloči, da jo poniža. Njen odnos z očetom se prične krhati, k slabšanju odnosov pa prispeva tudi A, ki o aferah obvesti Arijino mater. Ko mati izve, da je Aria vedela za očetove afere, vendar ji zanje ni povedala, Ario napade in ji svetuje, da se preseli k očetu. Aria tako ostane brez doma. Preseli se k svojemu novemu fantu Seanu Ackardu. Kljub njunemu razmerju pa Aria še vedno hrepeni po Ezri, s katerim se ponovno pričneta skrivaj dobivati.
A razkrije Emilyjino skrivnost o istospolnem razmerju z Mayo, pri tem pa z novico ne seznani le njenih staršev, temveč vso šolo. A namreč po celi šoli izobesi plakate, na katerih se Maya in Emily poljubljata. Družina Fields se počuti ponižano in osramočeno, zato Emily starši postavijo pred dejstvo, da mora pustiti Mayo in se udeležiti terapije, ki naj bi uspešno »ozdravila« njeno »bolezen«. Če se dogovora ne bo držala, pa jo bodo starši poslali v Iowo k teti, ki živi po strogih krščanskih načelih. Emily se udeleži terapije, vendar kmalu ugotovi, da ta ne vodi k »ozdravitvi«. Številna dekleta se namreč izven terapije še vedno družijo in uživajo istospolna razmerja. Emily prav tako ugotovi, da se ne more spremeniti, prav tako pa ne more ignorirati čustev, ki jih goji do Maye. Maya in Emily se še naprej skrivaj družita.
Spencer primanjkuje časa, da bi napisala kakovosten esej za ekonomijo, zato sprejme nasvet skrivnostnega A in prepiše sestrin esej. Esej pa navduši učitelja, zato ga predlaga za nagrado Golden Orchids Awards. Spencer prične skrbeti, saj bi si zaradi plagiatorstva lahko zaprla vse nadaljnje možnosti za študij, družina pa bi jo še bolj zasovražila.
Aria se skrivajo odpravi v stanovanje Ezre, kjer ju ponovno preplavi romantika. Aria pri Ezri celo prespi, vendar pa njun spanec prekine trkanje na vrata. Vstopi policija, ki aretira Ezro, Aria pa šokirana ostane sama v stanovanju. Po neljubem dogodku se odpravi k Seanu, kjer je živela zadnjih nekaj dni, a presenečena ugotovi, da je Sean noče več. Aria se z nahrbtnikom odpravi proti kavarni, kjer preživi celo noč. Čas si krajša z gledanjem starih video posnekov, kjer njeno pozornost pritegne nenavadna energija med Ianom (Melissinim starim in novim fantom) in Alison.
Mona obtoži Hanno, da vse več časa preživlja z Ario, Spencer in Emily, medtem ko njo vse bolj odriva na stranski tir. Hanna to zanika, a Mona ji ne verjame. Od Hanne želi, da z dejanji pokaže, koliko ji pravzaprav pomeni njena družba in njeno prijateljstvo. Hanna pa se zaplete tudi z Luyasom, fantom, ki je na šoli pogosto tarča številnih opazk in posmehovanja. Hanna se ob njem vseeno počuti varno in sproščeno. Lucas jo celo reši pred ponižanjem na rojstnodnevni zabavi Mone Vanderwaal, kjer se Hanna pojavi v premajhni obleki, ki se pred množico razpara. Mona ji takrat obrne hrbet in se ji posmehuje. Čez nekaj časa Hanna prejme sporočilo od A. Tokrat številka ni bila skrita, zato Hanna prepozna osebo, ki je sporočilo poslala. Hitro pokliče Ario, Emily in Spencer in jim naroči, da se srečajo na bližnjem parkirišču. Med tem ko čaka na prijateljice, se pripelje temen avto in jo namenoma povozi. Hanna nezavestna obleži na parkirišču, Aria, Emily in Spencer pa dobijo novo sporočilo, v katerem A zapiše: »Vedela je preveč« - A.

## Unbelievable #4
Hanna se zbudi v bolnišnici. Hudo poškodovana okreva, spopada pa se tudi z izgubo spomina. 
Starši ponovno ujamejo Emily in Mayo in tokrat brez pomisleka pošljejo Emily v Iowo. Emily spozna teto, ki svoje otroke vzgaja po strogih krščanskih načelih. Otroci pa kljub številnim prepovedim in omejitvam zvčer zapustijo hišo in se udeležijo zabave. Emily na zabavi spozna Tristo, s katero se tudi poljubita. Naslednji dan teta ujame opite otroke in Emily, vendar pa krivda za nastalo situacijo v celoti pade na Emily. Emily obupana zbeži od tete, pri tem pa nikomur ne sporoči, kam je šla. Starši jo zaskrbljeni iščejo. Ko se Emily vrne domov, se jo neskončno razveselijo, še več, pripravljeni so jo sprejeti takšno kot je. Emily se še naprej druži z Mayo, vendar pa se njuno razmerje konča, ko Emily na zabavi v Rosewoodu vidi, kako Maya poljublja Tristo.
Ario s ceste reši njen oče. Preseli se v stanovanje, kjer živi oče skupaj s svojo nekdanjo študentko Meredith. Aria se z njo ne razume najbolje, vendar si vseeno uredi kotiček v njunem stanovanju. Dodaten šok pa Aria doživi, ko izve, da njen oče Byron in Meredith pričakujeta otroka.
Zgodba se nadaljuje, ko se Aria odpravi v šolo iskat potrebščine, ki jih je pozabila pri uri slikanja. Med tem, ko išče stvari, se na vratih pokaže neznanec. Aria se tako močno prestraši, da omedli. Ko ponovno pride k zavesti ugotovi, da je bila neznanka Jenna. Jenna in Aria se zapleteta v pogovor, v katerem Jenna Arii zaupa, da niso dekleta tista, ki so kriva za njeno oslepitev, temveč je nesreča rezultat spletkarjenja med Alison in Jenno samo, njun cilj pa je bil znebiti se Tobya, Jenninega polbrata.
Spencer se na tekmovanju za Golden Orchid uvrsti med finaliste. Med študijem literature, ki jo je njena sestra uporabila v eseju, starši in Melissa spoznajo, da je esej prepisan. Po začetnem šoku, jo domači le podprejo in ji zaželijo srečo na tekmovanju. Celo Melissa ji oprosti prepisan esej, prav tako pa ji oprosti tudi razmerje z Wrenom, saj pravi, da je sedaj srečna z Ianom.
Mona organizira zabavo ob Hannini vrnitvi iz bolnišnice. Ugotovi, da se Hanna ne spominja dogodkov, ki so se zgodili nekaj dni pred nesrečo. To s pridom izkorišča in se Hanni predstavlja kot dobra prijateljica. Čeprav Luckas opozarja Hanno na Monino dvoličnost, mu ta ne verjame.
Na zabavi Spencer v torbici najde sliko Alison, ki je popisana z Melissino pisavo. Takoj posumi, da je Alison ubila njena sestra Melissa, domnevo podpre celo z motivom (Alison se je zapletla z Ianom, Melissinm takratnim in zdajšnim fantom). Mona se takoj ponudi, da odpelje Spencer na policijo, da bi prijavila umor. Spencer pristane.
Mona in Spencer oddideta, medtem pa se Hanni povrne spomin. Ponovno se spomni dogodkov z zabave, strgane obleke, Moninega posmehovanja, spodočila, ki ga je posla A in nesreče. V trenutku ji postane jasno, da je A pravzaprav njena dobra prijateljica Mona. Prijateljice začne skrbeti za Spencer, zato Aria pošlje SMS sporčilo in jo opozori na nevarnost. Ko Spencer na križišču želi zapustiti avto, jo Mona ustavi. Odpelje jo nezano kam.
Aria, Hanna in Emily pohitijo na policijo in povejo, kaj se dogaja. Policija poizkuša izslediti Monin avto, vendar so pri tem dokaj neuspešni.
Med tem se Spencer in Mona stepeta na bližnjem travniku. Mona namreč Spencer ponudi, da se skupaj pretvarjata in nadlegujeta ostale. Spencer to zavrne, zato jo Mona želi zadaviti. Spencer se brani na vse moči. Nenadoma Mona umahne v prepad.
Ko na kraj nesreče prihiti policija, je za Mono že prepozno. Padec čez pečine je bil zanjo usoden. Policija aretira tudi Iana, ki naj bi bil domnevni morilec Alison. Dekleta si oddahnejo, saj se zavejo, da je končno konec A-jevega spletkarjenja. Le Emily je nekoliko razočarana, saj je v njej ves čas tlelo upanje, da se bo Alison nekoč vrnila.